# USCGC Hamilton (WMSL-753)
USCGC Hamilton (WMSL-753) — четвертий куттер типу «Ледженд» берегової охорони США. Призначений для забезпечення національної безпеки, охорони територіальних вод, захисту рибальських промислів і навколишнього середовища, проведення пошуково-рятувальних операцій, надання допомоги потерпілим. Це п'ятий корабель, названий на честь Александера Гамільтона, першого Міністра фінансів США.

## Будівництво

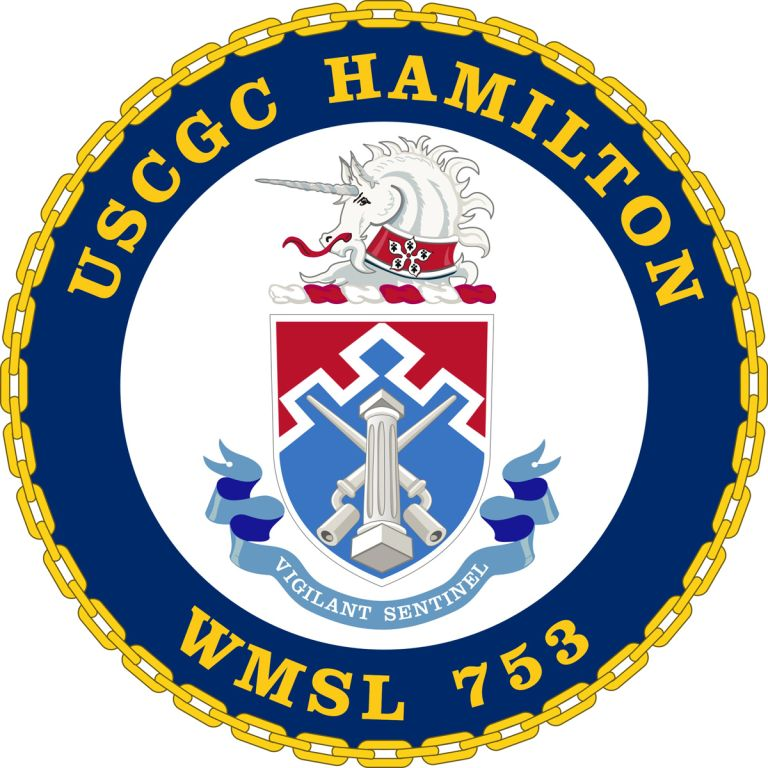
Емблема корабля

30 листопада 2010 року компанія Northrop Grumman Corporation (Паскагула, штат Міссісіпі) отримала контракт на будівництво четвертого куттера типу «Ледженд». Вартість контракту склала 480 мільйонів доларів США. 29 серпня 2011 року було офіційно розпочато будівництво з церемонії різання перших 100 тонн сталі. 5 вересня 2012 року відбулась церемонія закладки кіля. На 1 травня 2013 року готовність куттери склала 40 %. 26 жовтня 2013 року відбулася церемонія хрещення. Хрещеною матір'ю стала місіс Лінда Капрал Папп, дружина адмірала Роберта Дж Паппа молодшого, коменданта берегової охорони США.
На 31 березня 2014 року готовність куттери склала 81 %. 18 липня 2014 завершив ходові випробування в Мексиканській затоці, які тривали три дні. 18 серпня 2014 завершив приймально-здавальні ходові випробування, які протягом двох днів проводились в Мексиканській затоці. 15 вересня 2014 року Берегова охорона США прийняла доставку куттера. Портом приписки став Чарлстон, штат Південна Кароліна. 1 листопада 2014 року залишив корабельню і попрямував в порт приписки Чарлстон, де 6 грудня відбулася церемонія введення в експлуатацію.

## Служба
Куттер в 2015 році розпочав виконувати свої завдання в Атлантиці.
В травні 2017 році брав участь у тижні флоту в Нью-Йорку.
На весні 2019 року під час тримісячного патрулювання східної частини тихого океану та узбережжя Мексики і Центральної Америки, разом з іншими куттерами берегової охорони та двома канадськими морськими кораблями разом було вилучено і конфісковано кокаїну та марихуани на суму в 350 мільйони доларів.
У січні 2020 року брав участь у навчанні військово-морського флоту, протягом 3 тижнів куттер був інтегрований з USS Dwight D. Eisenhower та Carrier Strike Group 10. Після роботи з Carrier Strike Group куттер патрулював Східну частину Тихого океану на підтримку Спільної міжвідомчої оперативної групи (JIATF) Південь. Куттер повернувся до порту приписки в квітні 2020 року після 80-денного патрулювання в Східній частині Тихого океану і за цей час вилучив і конфіскував кокаїну та марихуани на суму в 324 мільйони доларів.
27 квітня 2021 року після спільних навчань у Егейському морі з ракетним есмінцем USS Roosevelt (DDG-80) Військово-морського флоту США фрегат USCGC Hamilton (WMSL-753) Берегової охорони США зайшов до Чорного моря.
Таким чином Hamilton став першим кутером Берегової охорони США, який зайшов до Чорного моря з 2008 року. Попередній візит був здійснений USCGC Dallas (WHEC-716) двічі, у 2008 та 1995 роках.
На початку травня 2021 року брав участь у спільних навчаннях з береговою охороною Грузії (брали участь патрульні катери типу «Айленд» «Ochamchire» (P-23) та «Dioskuria» (P-25)), а 4-го травня здійснив дружній захід в порт Батумі.
Вранці 10 травня 2021 року зайшов до Одеси. Перед заходом до порту провів спільні маневри у Чорному морі з флагманом Морської охорони ДПСУ корабель «Григорій Куроп'ятников». За планом спільних навчань кораблі прикордонних відомств США та України на переході морем відпрацьовували злагодженість дій у міжнародній тактичній групі. При цьому дії партнерів пильно відстежували та супроводжували своєю присутністю кораблі РФ:
Кораблі країни-агресорки то оголошували вигадані координати закритих районів, вимагаючи залишити їх, то небезпечно маневрували і намагалися штучно звузити зону маневру для українського й американського кораблів. Не відповідали на виклики на зв’язок по каналах міжнародної морської безпеки. Зухвале порушення норм міжнародного морського права ретельно зафіксовано і задокументовано українськими прикордонниками